# 英格丽德·哈拉拉莫夫
英格丽德·哈拉拉莫夫（德語：Ingrid Haralamow，1966年7月29日—），瑞士女子皮划艇运动员。她曾代表瑞士参加1992年和1996年夏季奥林匹克运动会皮划艇比赛，其中1996年奥运会获得一枚银牌。